# こどもびいる
こどもびいるは、ビールに似せた炭酸飲料である。2003年に登場した。

## 歴史
当初は本商品の企画、デザインをおこなったデザイン&ブランディング会社である有限会社ウィロー（福岡市）の系列店である、もんじゃ焼専門店『下町屋』（福岡市博多区）が友桝飲料の商品「スワンガラナ」の見た目がビールに似ていたことから、ラベルを独自の物に張り直して「こどもビール」して供給したのが始まりである。好評を博するようになったがラベルを張り直すのに手間がかかるため正式に友桝飲料に製造を発注した。泡が出るなどよりビールに似せて開発されたのが現行のこどもびいるである。そのうち他所の店でも売られるようになり今では全国で飲めるようになった。

## 概要
中身は南九州、および北海道で販売されている「ガラナ」と似ており、文字どおり色が黄色系で（インカ・コーラに近い）泡が出るのが特徴である。子供向けに売られていたが、そのうち女性にも人気が出た。販売は居酒屋など飲食店に限るという独特の販売形態をとっていることからスーパーや酒屋では販売していないが、期間限定で百貨店などで販売されることがある。また、ネットでも購入可能である。一時期テレビ番組にも取り上げられ、その名称が話題となったことがある。
通常の「こどもびいる」にくわえ、梅味でコーラのような黒い液体の「こどもびいる 黒」、レモン味の「こどもびいる ライト」がある。コラボレーション版もあり、これまでに「カンフー君」（角川映画）、「ぱんだこぱんだ」（スタジオジブリ）、「ウルトラマン」、「ピラメキーノ」、「しろくまカフェ」等がある。